# Ezzatolah Entezami
Ezzatolah entezami (em persa: عزت‌الله انتظامی‎; Teerã, 21 de junho de 1924 - Teerã, 17 de agosto de 2018) foi um ator iraniano .

## Carreira
Ezzatolah Entezami começou sua carreira nos palcos em 1941, e se formou em teatro e escola de cinema em Hanover , Alemanha , em 1958.  Ele atuou em filmes desde 1969.  Sua apresentação de estreia foi no filme de Darius Mehrjui , The Cow , pela qual recebeu o prêmio Silver Hugo no Festival Internacional de Cinema de Chicago em 1971.  Ele brilhou no papel de um aldeão ingênuo que não pode suportar a morte de sua amada vaca e começa a acreditar que ele é a própria vaca.
Entezami era conhecido como um dos atores mais proeminentes do cinema iraniano e foi rotulado como o maior ator da história do cinema do Irã.  Ele trabalhou com a maioria dos diretores de cinema iranianos proeminentes, incluindo Darius Mehrjui (oito filmes), Ali Hatami (quatro filmes), Nasser Taqvaee , Mohsen Makhmalbaf , Behrouz Afkhami e Rakhshan Bani-Etemad.  Ele foi premiado com o Crystal Simorgh de Melhor Ator duas vezes do Festival Internacional de Cinema Fajr , pelo Grand Cinema e The Day of Angel.  Seu trabalho e realizações foram reconhecidos em outubro de 2006 no centro cultural do Irã, em Paris .

## Filmografia selecionada
- A vaca , 1969
- Sr. Ingênuo , 1970
- O carteiro , 1972
- Bita , 1972
- Sadegh o curdo , 1972
- Sattar Khan
- Tumulto do Amor , 1973
- Reino dos céus
- Leão Adormecido , 1976
- O ciclo
- Os moradores de poeira

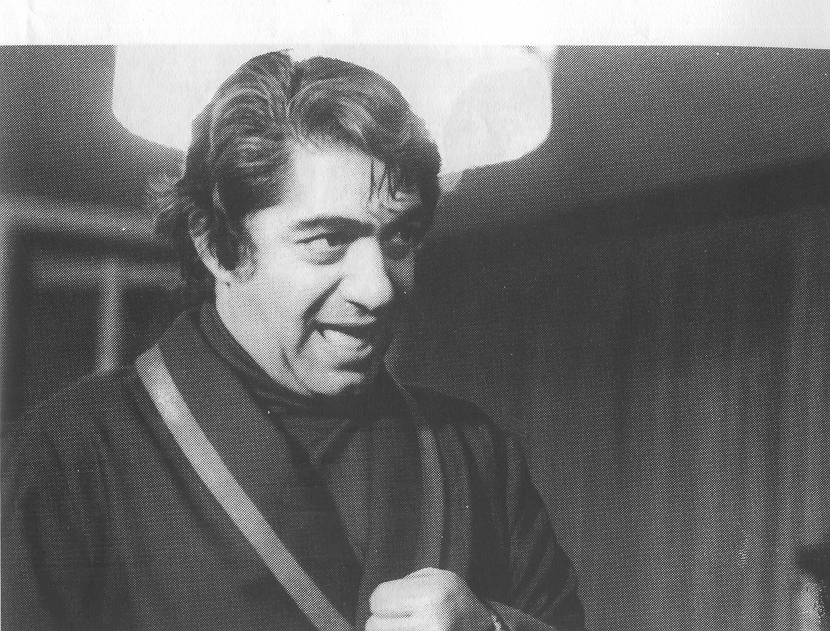
Entezami em Dayere-e Mina

- Hezar Dastan , série de TV, 1978–1987
- Condenado , 1978
- A escola aonde fomos , 1980
- Hadji Washington , 1982
- Casa da aranha
- Kamalolmolk , 1983
- The Suitcase , 1985 (lançado em 1988)
- Os inquilinos , 1986
- Leão de pedra , 1986
- Shirak
- Jafar Khan retorna da Europa , 1987
- No olho do vento
- Grand Cinema
- O navio Angelica , 1988
- Hamoun , 1989
- A sombra da imaginação , 1990
- Banu , 1991 (lançado em 1998)
- A casa tranquila
- Era uma vez, cinema , 1991
- The Toy , 1992 (lançado em 1994)
- A Batalha dos Petroleiros
- Dia do Anjo (também-sc.), 1993
- O Azul-Velado
- O fatídico dia de 1994
- Tufão
- Takhti, o campeão mundial (a primeira versão, inacabada) 1996
- Vento e anêmona
- O Comitê de Punição , 1998
- The Mix (ator convidado)
- O quarto escuro
- Crepúsculo , 2001
- Uma casa construída sobre a água , 2001
- Um lugar para morar , 2003
- Ordem , 2004
- Estrelas , 2005
- Cores da Memória , 2007

## Vida pessoal
Seu filho, Majid Entezami, é um compositor iraniano de trilhas sonoras .